# 雲仙断層群
雲仙断層群（うんぜんだんそうぐん）は、長崎県に存在する活断層群。

## 概要
橘湾から島原半島を横切り島原湾にかけて存在する正断層である。長さは67km。
雲仙断層群北部、雲仙断層群南東部、雲仙断層群南西部の3つのセグメントに区分される。また、南西部も北部と南部に区分される。
全体で活動した場合、マグニチュード7.5クラスの地震になると推定されている。また、1922年にはマグニチュード6.9の地震も発生している。

## 雲仙断層群北部
雲仙断層群北部は長崎県島原市から諫早市南方沖の海域に至る長さ40kmの活断層群。北側隆起の正断層である。
活動間隔は約3000年と推定されている。また、活動した場合はマグニチュード7.3以上の地震が起こると推測されるが、最新活動がいつかは分かっていない。活動が発生する確率も不明。

## 雲仙断層群南東部
雲仙断層群南東部は、長崎県南島原市東方沖から雲仙市に至る長さ23ｋｍの南側隆起の正断層。
活動間隔は2800年から5500年と推定されている。また、活動した場合はマグニチュード7.1ほどの地震が起こると推測される。最新活動は分かっていないが、紀元前6000年以後に少なくとも2回地震が起こっているとされる。活動が発生する確率は30年で1.1%程度。。

## 雲仙断層群南西部
雲仙断層群南西部は、過去の活動時期から北部と南部に区分される。
北部は、長崎県南島原市から長崎市南東沖に至る長さ29kmの南側隆起の正断層である。
活動間隔は約3300年。活動した場合はM7.3程度の地震が起こると推測されている。最新活動は1800年前から1000年前までの間にあったとされ、30年の間に活動する確率は0から1%程度。
南部は、長崎県雲仙市西方沖から長崎市南方沖に至る長さ23ｋｍ程度の北側隆起の正断層。
活動間隔は約2700年と推定されている。活動した場合はマグニチュード7.1程度の地震が起こると推測されている。最新活動は少なくとも紀元前2500年以降で、30年の間に活動する確率は1から4%程度。